# Patrick Murray (Schauspieler)
Patrick Murray (* 17. Dezember 1956 in Greenwich, London) ist ein englischer Filmschauspieler, der durch seine Rolle als „Mickey Pearce“ in der Sitcom Only Fools and Horses bekannt wurde.
Murray wurde in London als Sohn eines irischen Vaters und einer spanischen Mutter geboren. Er besuchte das St. Thomas the Apostle College.

## Filmografie
- 1977/1979: Scum
- 1978: The Class of Miss MacMichael
- 1980: Breaking Glass
- 1980: Keep it in the Family
- 1980: Moon Over the Alley
- 1983: Der Fluch des rosaroten Panthers (Curse of the Pink Panther)
- 1988: The Firm